# Giuseppe Moccagatta
Giuseppe Moccagatta (Alessandria, 1900 – Torino, 22 settembre 1946) è stato un imprenditore, politico e dirigente sportivo italiano.

## Biografia
Imprenditore, sovvenzionò a San Giuliano Vecchio l'apertura di un centro per la lavorazione del grano duro e la produzione di farine, il Molino, considerato all'epoca della fondazione (1930) tecnologicamente all'avanguardia.
Durante la seconda guerra mondiale s'iscrisse al Comitato di Liberazione Nazionale. Dopo la caduta del fascismo aderì al Partito Socialista Italiano; nel 1945 divenne presidente dell'Alessandria Unione Sportiva, squadra di calcio che, sotto la sua conduzione, fece ritorno in Serie A dopo nove anni di assenza. Fu inoltre presidente dell'Ospedale San Giacomo di Novi Ligure.
Il 7 aprile 1946, con la vittoria delle elezioni comunali, divenne sindaco di Alessandria; morì improvvisamente nel mese di settembre, a meno di sei mesi dall'insediamento. Gli succedette alla guida della città Giovanni Porta. La squadra di calcio passò invece al fratello Mario (1905-1981), che la guidò fino al 1953.
La giunta municipale gli intitolò, il 22 ottobre 1946, lo stadio comunale.